# Jeancourt
Jeancourt – miejscowość i gmina we Francji, w regionie Hauts-de-France, w departamencie Aisne.
Według danych na styczeń 2014 roku gminę zamieszkiwały 254 osoby, a gęstość zaludnienia wynosiła 43,2 osób/km².